# Bodufinolhu (Kaafu)
Pour les articles homonymes, voir Bodufinolhu.
Bodufinolhu est une petite île inhabitée des Maldives. Elle constitue une des îles-hôtel des Maldives en accueillant le Fun Island Resort depuis 1980.

## Géographie
Bodufinolhu est située dans le centre des Maldives, dans le Sud-Est de l'atoll Malé Sud, dans la subdivision de Kaafu. 